# La Ville-aux-Bois-lès-Dizy
La Ville-aux-Bois-lès-Dizy è un comune francese di 188 abitanti situato nel dipartimento dell'Aisne della regione dell'Alta Francia.

## Società

### Evoluzione demografica
Abitanti censiti